# BR-472
De BR-472 is een federale weg in de deelstaat Rio Grande do Sul in het zuiden van Brazilië. De weg is een verbindingsweg tussen Frederico Westphalen en Barra do Quaraí.
De weg heeft een lengte van 493 kilometer.

## Aansluitende wegen
- BR-158/BR-386 bij Frederico Westphalen
- BR-163 en RS-330 bij Tenente Portela
- BR-468 en RS-305 bij Três Passos
- BR-468 en RS-207 bij Bom Progresso
- RS-207 bij Humaitá
- RS-210 bij Boa Vista do Buricá
- RS-342 bij Três de Maio
- RS-344 bij Santa Rosa
- RS-540 bij Santo Cristo
- RS-575
- BR-392 bij Porto Xavier

Onderbroken
- BR-285 en BR-287 bij São Borja
- RS-529
- BR-290 bij Uruguaiana
- Route 3 in Uruguay, bij Barra do Quaraí

## Plaatsen
Langs de route liggen de volgende plaatsen:
- Frederico Westphalen
- Taquaruçu do Sul
- Vista Alegre
- Palmitinho
- Tenente Portela
- Três Passos
- Bom Progresso
- Humaitá
- Boa Vista do Buricá
- Três de Maio
- Santa Rosa
- Santo Cristo
- Porto Xavier

Onderbroken
- São Borja
- Itaqui
- Uruguaiana
- Barra do Quaraí